# كيم جونغ يانغ
كيم جونغ يانغ (هانغل: 김종양) هو ضابط شرطة كوري جنوبي، ولد في 30 أكتوبر 1961 في تشانغوون في كوريا الجنوبية.